# Programa de pesquisa

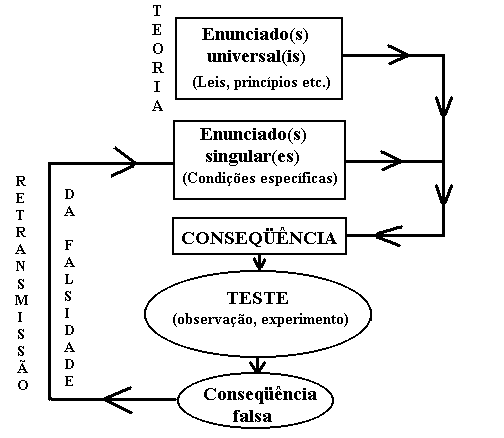
Fig 1 Retransmissão da falsidade

Um programa de pesquisa é um conjunto de teorias e técnicas utilizadas por uma comunidade científica. O termo foi introduzido na filosofia da ciência por Imre Lakatos.Lakatos defendia a necessidade de um pluralismo teórico, ou seja, a concorrência de programas de pesquisa, mesmo quando conflitantes, é o que move o progresso do conhecimento.

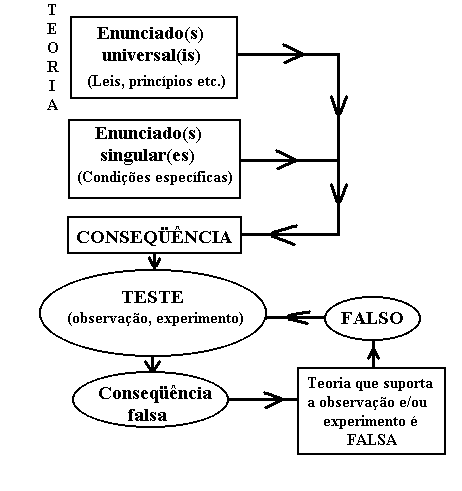
Fig 2 O cinturão protetor'

## Retransmissão da falsidade
Lakatos defendia que uma consequência falsa em alguma previsão de uma teoria não implica na refutação da teoria, mas aponta algum erro de alguma condição específica ou das teorias auxiliares que estão envolvidas nos métodos observacionais.(fig.1) Considerando assim o fato "refutador" como uma anomalia que futuramente será resolvida.

## Heurística
- Negativa (hard core ou núcleo firme[2]): Determina quais são as idéias perenes, que devem ser consideradas irrefutáveis dentro de um determinado programa de pesquisa. Ex: A lei da gravitação de Newton no modelo de órbitas do sistema solar.
- Positiva (cinturão protetor [fig. 2]): Orienta como lidar com as divergências experimentais da teoria; São as hipóteses, aproximações e adições ao núcleo firme que respondem essas divergências, a fim de manter o núcleo firme como referência absoluta.[3] Seguindo o exemplo da gravitação de Newton, a suposição de um planeta além de Urano para corrigir sua órbita (que posteriormente seria descoberto Netuno), é considerado característico do cinturão protetor, pois não refuta a teoria, mas busca outra solução dentro dela.

## Classificação dos programas de pesquisa
- Teoricamente progressivo: Quando as modificações no cinturão protetor levam a novas previsões.
- Empiricamente progressivo: Quando alguma das novas previsões são corroboradas.
- Regressivo ou degenerado: Quando os ajustes no cinturão protetor são ad-hoc, isto é, não resultam em previsões de fatos novos, ou prevendo, estes não são corroborados.

Segundo Lakatos, um exemplo de um programa de pesquisa progressivo é o do modelo atômico de Bohr, e um degenerado é o marxismo.

## Superação de um programa de pesquisa
Processo histórico onde um programa de pesquisa possui um excedente de conteúdo de verdade em relação a outro, explicando tudo que o outro explicava e prevendo fatos novos que o outro não previa. As revoluções científicas constituem-se em um processo racional de superação de um programa por outro.